# NGC 25
NGC 25 è una galassia lenticolare barrata situata nella costellazione della Fenice. Fu scoperta il 28 ottobre 1834 da John Herschel. È la galassia di ammasso più brillante per l'ammasso Abell 2731. Una supernova è stata scoperta in NGC 25 il 15 novembre 2020.
NGC 25 2MASS (vicino infrarosso)